# Ashford (Irlandia)
Ashford (irl. Áth na Fuinseoige) – wieś w Irlandii, w prowincji Leinster, w hrabstwie Wicklow. W 2011 roku wieś zamieszkiwało 1 499 osób.